# Citadela Cổ Loa
Citadela Cổ Loa (vietnamsko Thành Cổ Loa) je pomembna utrjena naselbina in arheološko najdišče v današnjem okrožju Đông Anh v Hanoju, približno 17 kilometrov severno od današnjega mesta Hanoja, v zgornji nižini severno od Rdeče reke. V Cổ Loa so našli različne relikvije bronastodobne kulture Phùng Nguyên in kulture Đông Sơn, čeprav je bila pozneje ustanovljena kot prestolnica kraljestva Âu Lạc v 3. stoletju pr. n. št. (približno 257 pr. n. št.). Morda je bilo to prvo politično središče vietnamske civilizacije. Koncentrično obzidje naselja spominja na polžjo hišico; imela je zunanji nasip okoli površine 600 ha.

## Etimologija
Ime Cổ Loa je kitajsko-vietnamsko 古螺 (< srednja kitajščina (ZS) kuoX-luɑ > standardna kitajščina gǔ luó), ki dobesedno pomeni »starodavna spirala«. Po uradni vietnamski kroniki Đại Việt sử ký toàn thư je citadela oblikovana kot polž, kar odraža večplastno strukturo citadele s koncentričnimi obzidji in jarki.

## Zgodovina
An Dương Vương iz ljudstva Âu Việt je premagal zadnjega kralja dinastije Hung, Hùng Duệ Vương leta 257 pr. n. št. in ustanovil kraljestvo Âu Lạc, pri čemer je za svojo prestolnico izbral mesto Cổ Loa. Glede na svojo sorazmerno veliko velikost je Cổ Loa ohranila svojo prevladujočo prisotnost na severnem poplavnem območju delte Rdeče reke in bi za gradnjo potrebovali veliko dela in virov.
Mitska zgodba pravi, da so bila ob gradnji trdnjave vsa dela, opravljena podnevi, ponoči skrivnostno uničena. Kralj je žrtvoval bogovom in v eni noči se mu je v sanjah prikazala zlata želva in mu povedala, da je bila trdnjava zgrajena na oklepu želve. Kralju je bilo naročeno, naj mesto zgradi na novi lokaciji, na današnji lokaciji Cổ Loa. Kralj je to storil in mesto je bilo kmalu končano.
Iz hvaležnosti do kralja je čarobna želva dala kralju krempelj, ki ga je lahko uporabil kot sprožilec na svojem samostrelu. Ko je bil uporabljen, je svojo moč pomnožil na tisoče. Vendar je eden od generalov dinastije Čin, Zhao Tuo, izkoristil zaton dinastije in ustvaril svoje kraljestvo severno od Âu Lạc, imenovano Nanyue. Poskušal je osvojiti svojo južno sosedo, a je bil poražen. Namesto tega je svojega sina poročil s hčerko Thục Phána. Ko je bil sin v Cổ Loa, je odkril čarobni želvin krempelj in ga ukradel. Njegov oče je nato napadel Âu Lạc in ga zlahka premagal.
Zgodbe o smrti Thục Phána so različne. Nekateri pravijo, da je naredil samomor s skokom v ocean. Nekateri pravijo, da ga je čarobna želva odnesla v morje, da ga nikoli več ne bi videli. V nekaterih različicah mu je čarobna želva povedala o hčerini izdaji in je ubil lastno hčer, preden je ubil sebe.

## Arheologija
Najdišče sestavljata dva zunanja niza obzidij in citadela na notranji strani, pravokotne oblike. Prekopi so sestavljeni iz niza potokov, vključno z reko Hoàng Giang in mrežo jezer, ki so Cổ Loa zagotavljala zaščito in plovbo.
Zunanje obzidje obsega obseg 8 km in je obdano s stražnimi stolpi. Obzidje je še danes visoko do 12 m, v vznožju pa široko 25 m. Poleg tega je bil zaradi arheološke preiskave prerezan del notranjega obzidja, ki je datirano v 400-350 pr. n. št. Predlagano je bilo, da je to obzidje zgradila lokalna in domorodna družba pred kolonizacijo dinastije Han. Tehnika žigosane zemlje ali metoda Hangtu, povezana s starodavno Kitajsko, je bila morda uporabljena v Cổ Loa, vendar so študije obrambnih del še vedno v začetni fazi. Poleg tega so arheologi ocenili, da je bilo za izgradnjo celotne trdnjave premaknjenih več kot dva milijona kubičnih metrov materiala, vključno z jarki, ki jih je napajala reka Hoàng. Kim je ocenil, da se je število prebivalcev Cổ Loa verjetno gibalo od 5000 do okoli 10.000.
Leta 1970 so Vietnamci izvedli preiskavo podrtega dela zunanje stene in odkrili črepinje kulture Đông Sơn, razslojene pod steno. 72-kilogramski bronasti boben je bil kasneje v 1980-ih izkopan izven notranjega zidu. V letih 2004–05 je bilo znotraj območja notranjega obzidja identificiranih več kulturnih plasti. Različni artefakti Cổ Loa so predstavljali »elitne ali kraljevske značilnosti«, odkriti le znotraj ograjenih prostorov mesta, kar podpira idejo o centralizirani proizvodnji in monopolizaciji.
Nato so v letih 2007–2008 potekala še ena izkopavanja, ki so izkopala srednjo steno citadele Cổ Loa. Izkop je prerezal vso širino obzidja. Stratifikacija je pokazala več plasti gradbenih nanosov: tri obdobja in pet večjih gradbenih faz.
Izkopavanja, ki so jih opravili arheologi, so razkrila keramiko v slogu Đông Sơn, ki se je sčasoma razslojila pod stenami, medtem ko sta Nguyễn Giang Hải in Nguyễn Văn Hùng po naključju našla boben. Boben je vseboval zaklad bronastih predmetov. Redkost takšnih predmetov v jugovzhodni Aziji in območje, najdeno v Cổ Loa, naj bi bilo morda edinstveno. Sam boben je eden največjih bobnov iz bronaste dobe, ki so jih našli v delti Rdeče reke, visok je 57 cm in se ponaša s timpanonom s premerom 73,6 cm. Sam boben tehta 72 kg in vsebuje približno 200 kosov brona, vključno z 20 kg odpadkov iz vrste artefaktov. Sem spadajo motike z nastavkom in lemeži, sekire z nastavkom in sulične osti.
Med artefakti so številčno prevladujejo lemeži, ki jih je 96. V kompletu je bilo šest motik in dleto. Bilo je 32 sekir z nastavki različnih oblik, vključno s sekiro v obliki čolna. To je bila skoraj replika glinene gomile, ki so jo našli v grobu obdelovalca bronaste kovine v Làng Cả. Najdenih je bilo tudi šestnajst suličnih konic, bodalo in osem puščičnih konic. Ena sulična ost je vzbudila posebno zanimanje, ker je bila bimetalna, z železnim rezilom, ki se je prilegalo bronastemu nastavku.
- Bronasti lemeži in glava sekire
- Keramične ploščice za napušč
- Bronasti boben Cổ Loa